# Wete
Wete je grad na tanzanijskom otoku Pemba, sjedište regije Pemba North. Leži na sjeverozapadnoj obali otoka. Stanovništvo gravitira obližnjem Chake Chakeu.
Godine 2002. Wete je imao 24.983 stanovnika.